# Ambattur
 Ambattur  est une ville de l'État du Karnataka en Inde située dans le district de Thiruvallur.

## Géographie
Ambattur fait partie de la conurbation de Chennai. En 1971 la population était de 45 586 habitants et durant la décennie 2001-2011, la population a cru de 54 %. C'est actuellement une banlieue moderne et résidentielle.
Elle est desservie par le système de transport public de Chennai.
La population, 45 % de femmes et 55 % d'hommes est alphabétisée à 67 %. Elle est à 64 % hindoue, à 34 % musulmane et à 2 % d'autres religions, elle parle principalement l'ourdou et le kannada. 
Ambattur Eri, Puzhal Eri et Chithu Oragadam Lake sont trois étendues d'eau de la cité qui ont des problèmes de pollution.

## Administration
Elle est reconnue comme ville dans les années 1960 puis comme municipalité indépendante en avril 1975 cette autonomie se poursuit jusqu'en 2011.

## Histoire
La ville fut fondée au XIVe siècle par les sultans de Bahmani qui en firent leur capitale.

## Économie
Une zone économique gérée par l'Etat du Tamil Nadu fait 4,9km2.

## Éducation
Un important réseau d'écoles est présent dans la ville comme la Sir Ramaswami Mudaliar Higher Secondary School, la Annai Violet College of Arts and Science. La bibliothèque The Branch Library est implantée dans la ville.

## Lieux et monuments
La ville est parsemée de nombreux temples : le temple de Sharanabasaveshwar, le Shri Sadguru Dattatreya Narasimha Saraswati pour ses pèlerins, le Dargah de Khwaja Banda Nawaz de style islamique, le Jama Masjid Gulbarga  de style mauresque construit au XIVe siècle.